# Палац Бєльських
Палац Бєльських — пам'ятка архітектури початку XX століття, розташована на вул. Коперника, 42 у Львові.

## Історія
Палац було перебудовано у 1921–1923 роках архітектором професором Іваном Багенським для графів Бєльських. У 1939–1941 та 1944 роках графській родині «залишили» половину будинку, в другій половині розташувалася Спілка письменників УРСР. Також тут були редакції органу Спілки щомісячника «Література і Мистецтво» та польського щомісячника «Нове віднокренгі», у 1950-х роках — гуртожиток кредитно-фінансового технікуму. Від повоєнних часів тут був Обласний міжсоюзний будинок самодіяльної творчості та Будинок вчителя, від 1958 року у цьому приміщенні влаштовує вистави Польський народний театр, а 1985 року — облаштували Педагогічний музей.

## Опис

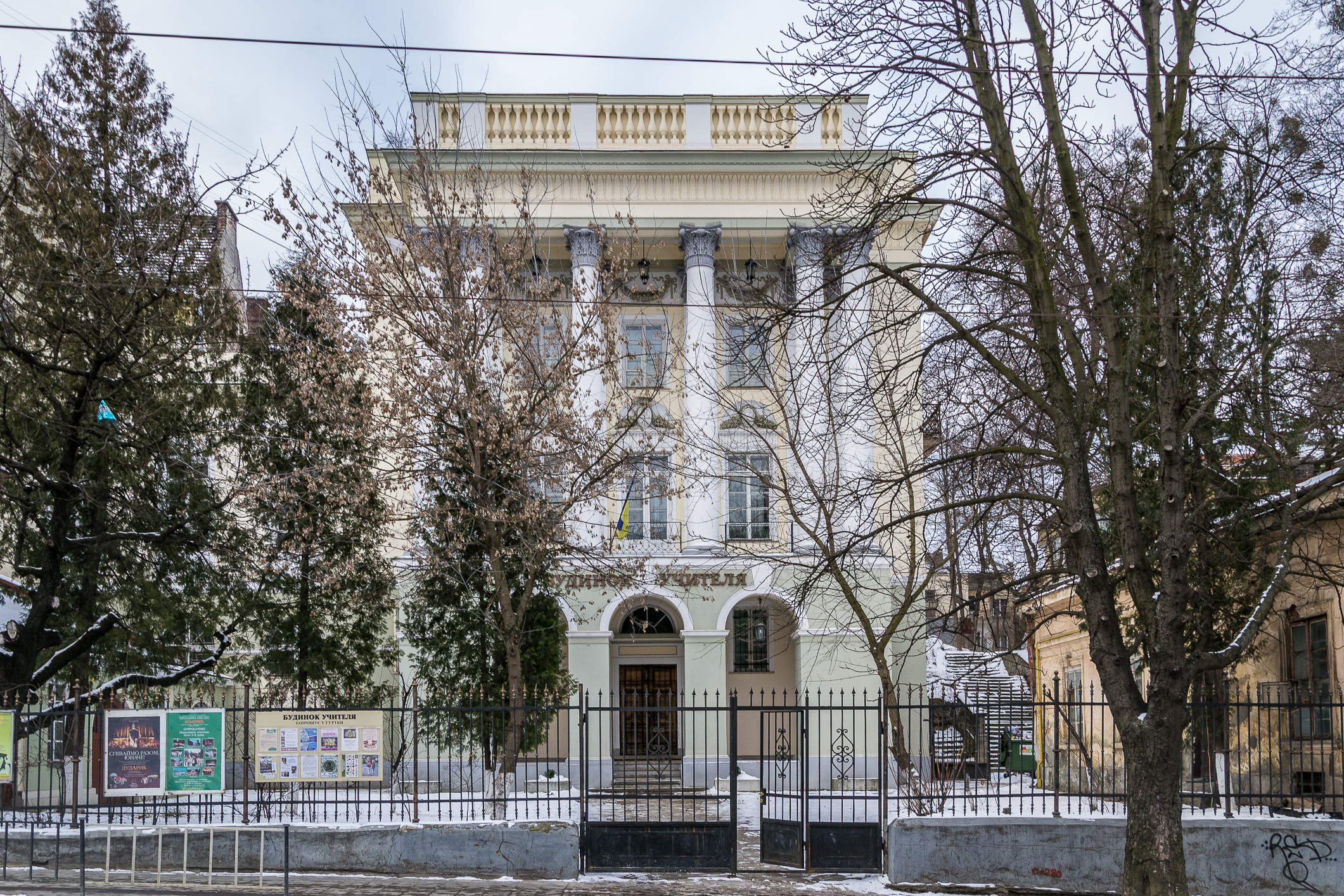
Палац Бєльських

Будівля споруджена у стилі неокласицизму, сполучає у собі гармонію пропорцій та суворість і благородство архітектурного образу. Будинок із цегли, у плані прямокутний, триповерховий. Ризаліт оформлено колонним портиком з аттиком зверху. Вікна та ніші над ними декоровано. В інтер'єрі є парадна зала.
Палац відгороджений від вулиці металевими ґратами та воротами.
Щодо стилю будинку є різні думки. Юрій Бірюльов і Григорій Островський вважають, що це неокласицизм. Володимир Вуйцик та Роман Липка — що це академічний модерн.
Цей будинок відвідували Олексій Толстой, Олекса Десняк, Петро Панч, Василевська Ванда.